# Sočasna okužba
Sočasna okužba, sookužba ali koinfekcija je hkratna okužba celice ali organizma z dvema mikroorganizmoma (na primer pljučnica, ki jo povzročata ortomiksovirus in streptokok). Kadar pa se nova okužba pridruži že obstoječi kasneje in ne istočasno, govorimo o nadokužbi (naknadni okužbi).
V svetovnem merilu je pogosta sookužba z jetiko (tuberkulozo) in HIV-om. V nekaterih državah je do 80 % bolnikov s tuberkulozo okuženih tudi z virusom HIV. Nadalje je okoli 10 % bolnikov, okuženih s HIV-om, sočasno okuženih tudi z virusom hepatitisa B. Pri okužbi s HIV-om pa je možna tudi sookužba z več sevi istega virusa; kadar pa se bolnik najprej okuži z enim sevom virusa, kasneje v življenju pa še z drugim, gre za nadokužbo.